# Smoothie King Center
El Smoothie King Center és un pavelló esportiu situat a Nova Orleans, Louisiana, i està situat en el Central Business District, el que ve a ser el centre de la ciutat, adjacent al Louisiana Superdome.
Des del 2002 és el pavelló dels New Orleans Pelicans de l'NBA, i a vegades, de la Universitat Tulane. Des de febrer de 2004 també és la llar de New Orleans VooDoo, de l'AFL i ho va ser de New Orleans Brass de la ECHL fins a la seva desaparició el 2002.
El pavelló va ser completat el 1999 i el seu cost va ascendir als 84 milions de dòlars. La seva obertura oficial data del 19 d'octubre de 1999. Durant els 3 primers anys l'únic equip que actuava allí com local eren els Brass, fins que el 2002 els Charlotte Hornets es van mudar a Nova Orleans.
La capacitat del pavelló és de 18.000 espectadors per a bàsquet, 16.500 per a futbol americà i per a concerts o altres espectacles, va des de 7.500 fins als 17.805. Compta a més amb 56 llotges de luxe.
Entre els pròxims grans esdeveniments que acollirà el pavelló destaquen l'All-Star Game de l'NBA el 2008, l'ArenaBowl XXI el 2007 i el torneig de la Southeastern Conference de la NCAA el 2012. En 2007 ja va ser seu de la 1a i 2a ronda del torneig NCAA i el 2004 va acollir la Final Four de la NCAA femenina i en 2008 serà seu de rondes en la South Regional.

## Huracà Katrina

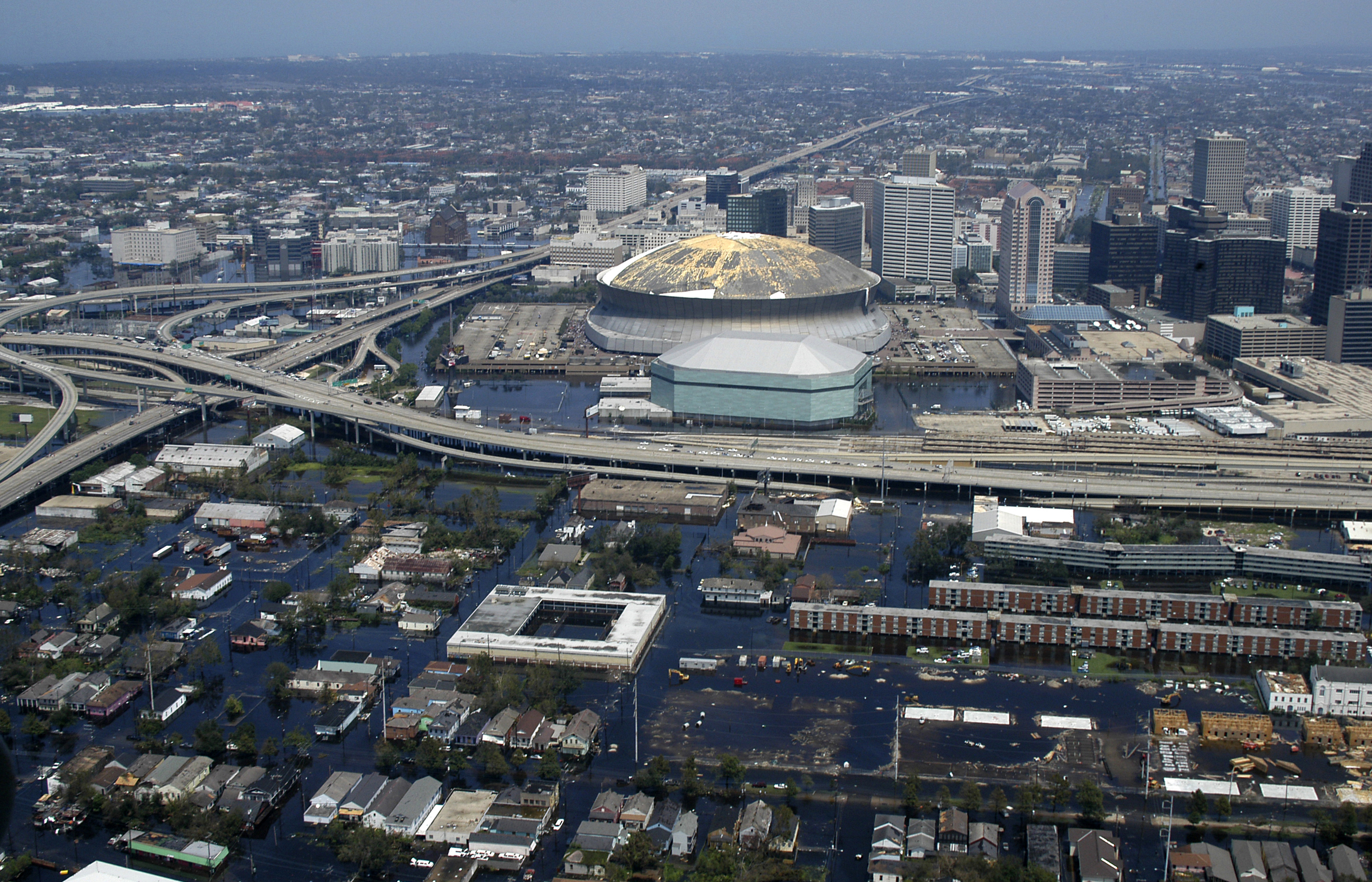
Vista del pavelló després del desastre

Durant l'Huracà Katrina els equips mèdics que tenien la seva base en el Superdome es van traslladar a aquest pavelló, a causa de les millors condicions que oferia aquest pavelló per a desenvolupar el seu treball. Malgrat l'huracà, l'Arena va reprendre les seves activitats un mes després de la catátrofe.
Els Hornets van jugar el seu primer partit de la lliga 2005-06 el 8 de març de 2006 amb Los Angeles Lakers com a rival. Els Lakers van vèncer 113-107 però això era el de menys aquella nit, l'emotiu va ser l'ambient de bàsquet que va tornar a sentir una ciutat tan damnificada per un desastre com el Katrina.
El 5 de juliol de 2006, el New Orleans Arena va augmentar la seva capacitat per als concerts de Tim McGraw i Faith Hill, aconseguint aquesta nit el record d'assistència al pavelló.

## Galeria

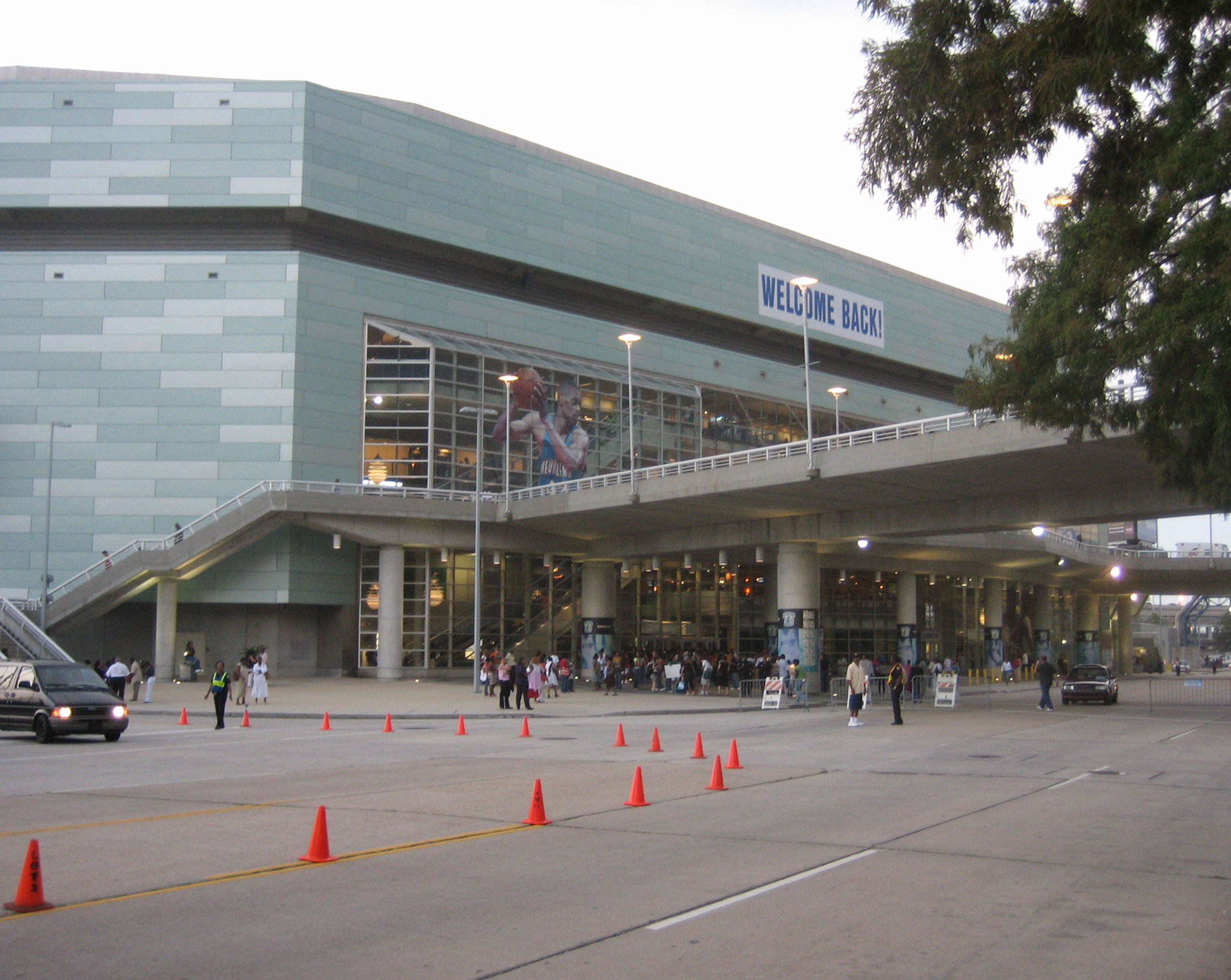
Entrada al Smoothie King Center
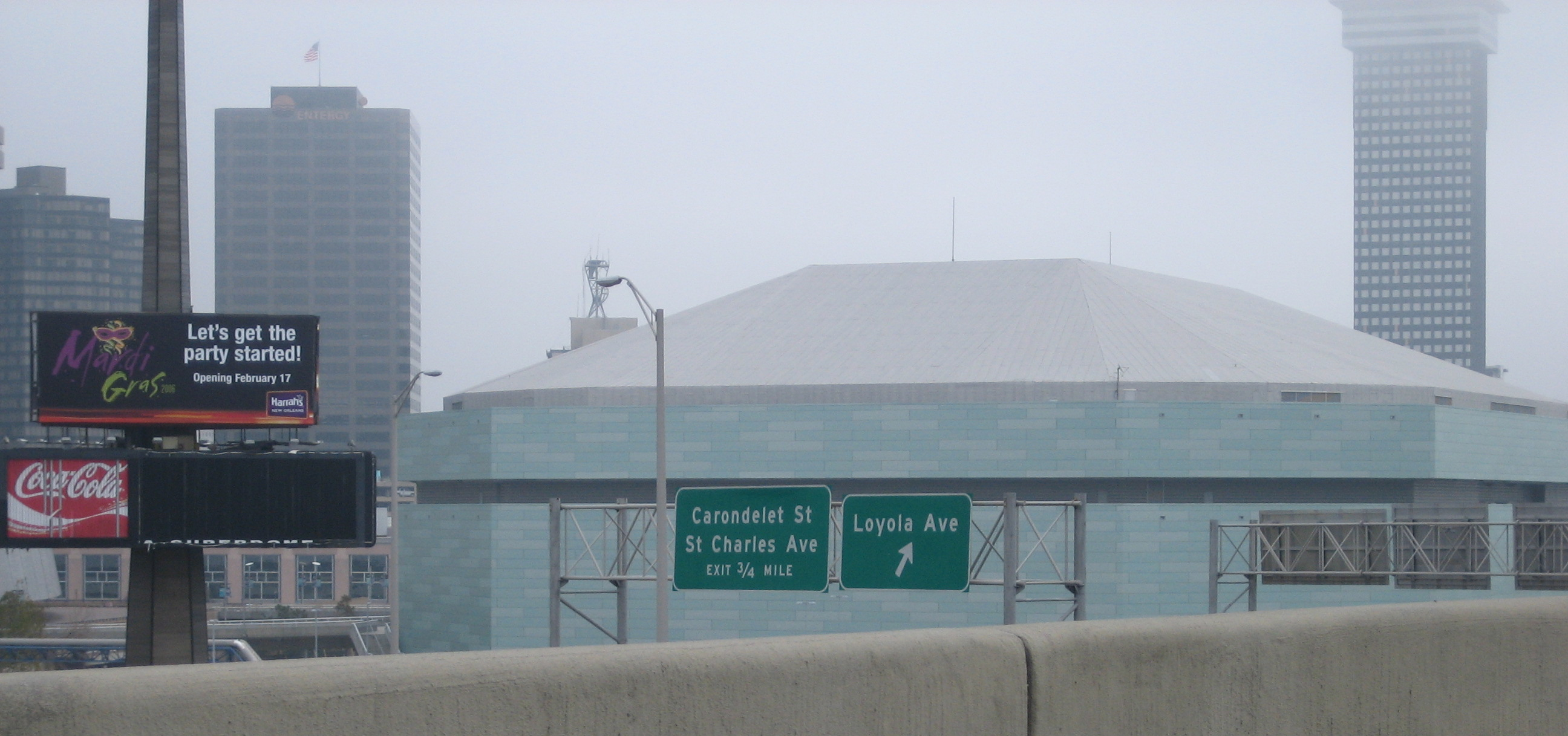
Vista exterior del pavelló
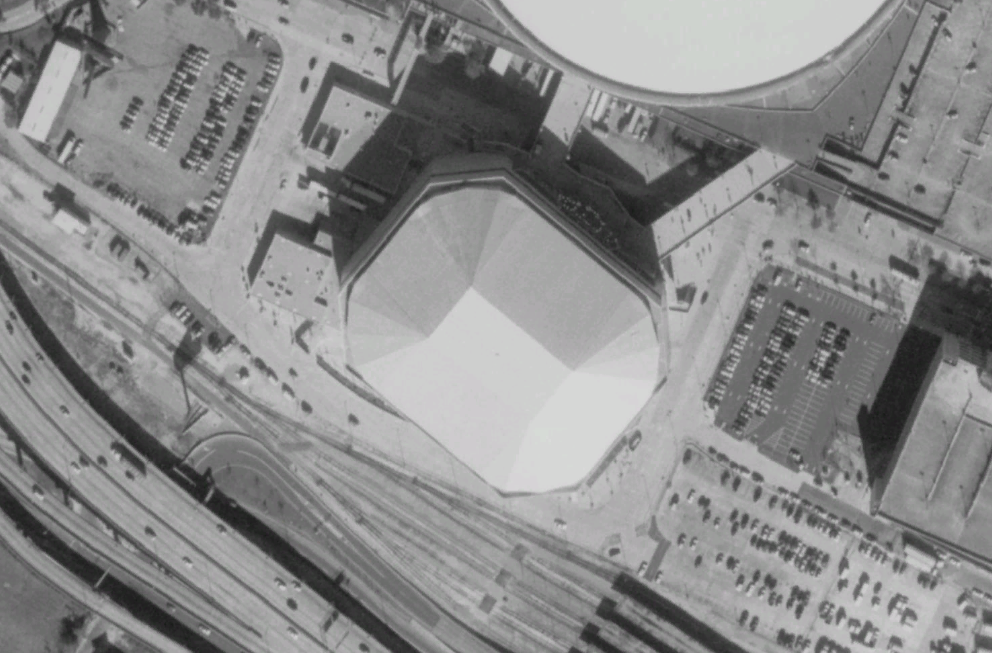
Vista cenital del Smoothie King Center